# 圣让德布尔奈
圣让德布尔奈（法語：Saint-Jean-de-Bournay，法語發音：[sɛ̃ ʒɑ̃ də buʁnɛ]），法国东南部城市，奥弗涅-罗讷-阿尔卑斯大区伊泽尔省的一个市镇，隶属于维埃纳区，其市镇面积为26.87平方公里，2022年1月1日时人口数量为4,762人，在法国城市中排名第2,411位。
圣让德布尔奈位于伊泽尔省西北部，是一个区域性的中心城市，多条公路在此交汇。

## 地名来源
“Saint-Jean-de-Bournay”一名最初于公元12世纪时以拉丁语“Castrum Sancti Johannis”的形式被记载，其中“圣让”来自施洗约翰，“布尔奈”则出自古高卢语“Borna”，意为“源泉”。
因“Saint-Jean-de-Bournay”一名含有宗教色彩，当地在法国大革命期间曾被共和派更名为“Toile-à-Voiles”。

## 历史

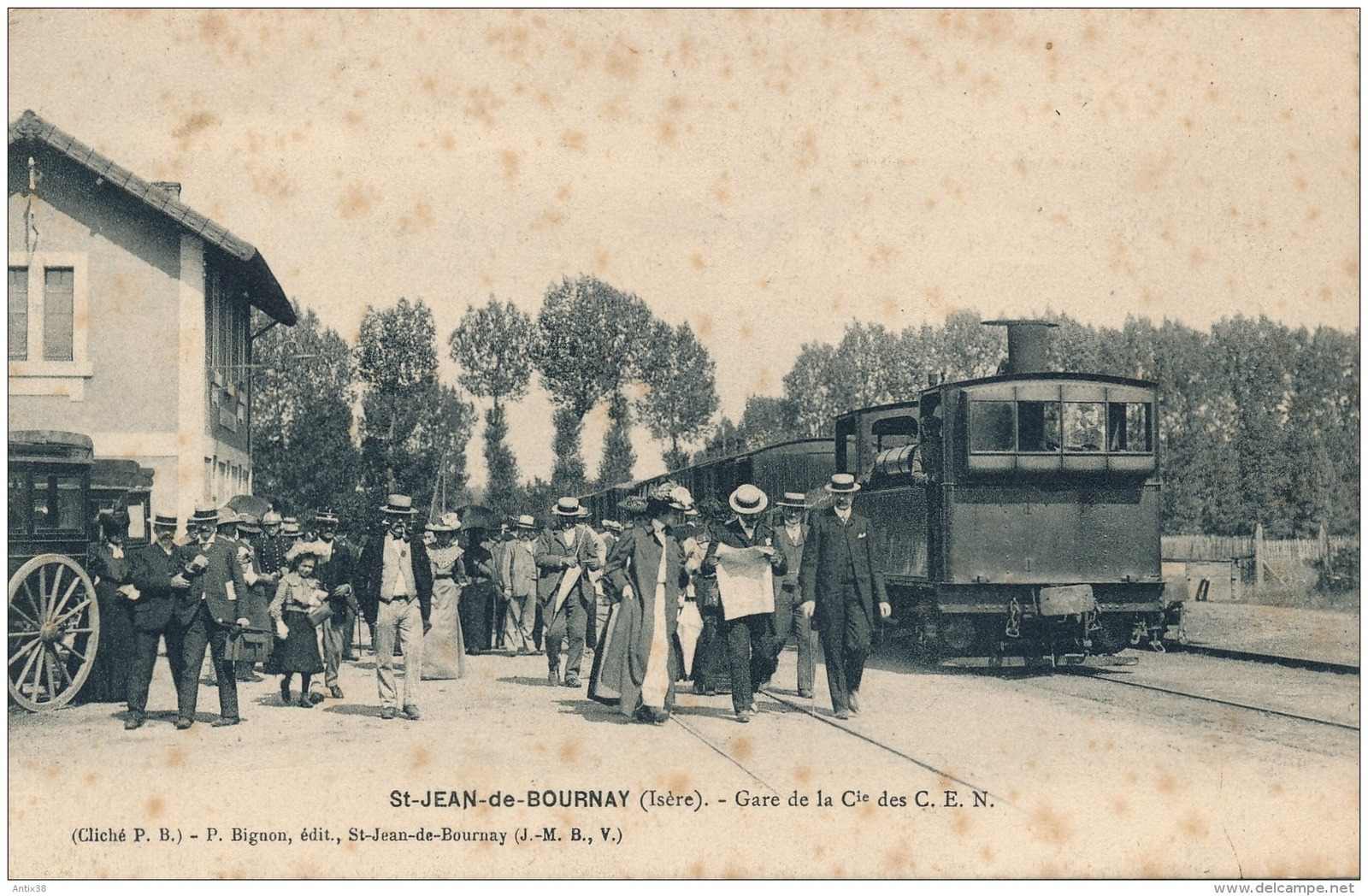
20世纪初的圣让德布尔奈火车站

根据当地官方网站的论述，圣让德布尔奈在古典时期为一条罗马道路上的驿站，中世纪时长期为多菲内的一处普通农业村落。1292年，萨伏伊伯爵阿梅代五世为圣让德布尔奈颁发市镇贸易宪章。15至16世纪时，圣让德布尔奈地区因种麻及纺织业而得到发展。法国大革命后，圣让德布尔奈成为伊泽尔省的一个市镇。1897至1937年间，圣让德布尔奈曾为西部多菲内地方铁路系统的一个枢纽，该系统后因设施老化而废弃，原有的线路被公路代替。第一次世界大战后，圣让德布尔奈兴建了衣冠冢纪念碑。

## 地理

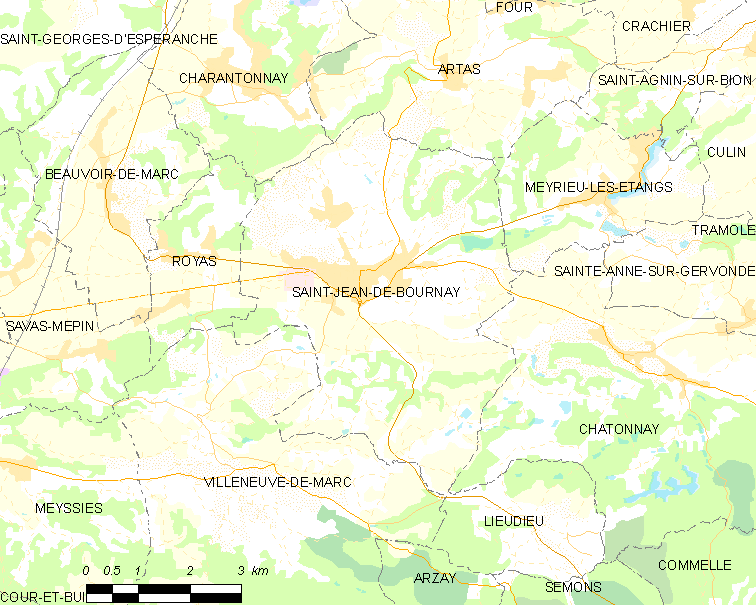
圣让德布尔奈市镇范围地图

圣让德布尔奈位于法国东南部，奥弗涅-罗讷-阿尔卑斯大区中东部偏南和伊泽尔省西北部，距离省会格勒诺布尔大约68公里。与圣让德布尔奈接壤的市镇包括：沙朗托奈、阿尔塔、鲁瓦阿、马克新城、梅里约莱塞唐、略迪约和沙托奈。

### 地形
圣让德布尔奈位于维埃纳地区东部，境内以平原和浅丘为主，市镇中心地势较为平坦，东侧和北侧略有起伏，全境海拔在345到511米之间。

### 水文
圣让德布尔奈位于罗讷河流域范围内，热尔翁德河（Gervonde）自东向西流经镇中心，该河水量较小，部分河段被渠化改造或被人工建筑物覆盖。

### 植被
圣让德布尔奈属于温带阔叶混交林区，镇中心的莱奥纳尔·埃马尔公园（Parc Léonard Eymard）是当地主要的城市绿地，市区北部有天然林地分布。
在鲜花城市的评比中，圣让德布尔奈暂未被评级。

### 气候
圣让德布尔奈在柯本气候分类法中属于带有大陆性特征的温带海洋性气候。

## 行政区划
圣让德布尔奈的市镇编号为38399，邮政编号为38440。
在行政管理方面，圣让德布尔奈隶属于法国奥弗涅-罗讷-阿尔卑斯大区伊泽尔省维埃纳区；在地方选举方面，圣让德布尔奈隶属于利勒达博县，其市镇范围全境被划入伊泽尔省第七选区；在社会管理方面，圣让德布尔奈是比耶夫尔-伊泽尔市镇公共社区的组成部分。
截至2023年2月，圣让德布尔奈市镇范围内暂无城市敏感街区及城市政策优先街区。
法国国家统计与经济研究所（简称）在进行数据统计时，将圣让德布尔奈单独设为圣让德布尔奈城市核心区以及圣让德布尔奈城市区（Aire urbaine de Saint-Jean-de-Bournay）。自2020年起，圣让德布尔奈城市区被相同范围的圣让德布尔奈城市辐射区代替。此外，还将圣让德布尔奈市镇整体看作一个“块区”（IRIS），以便于统计人口分布情况。

## 交通

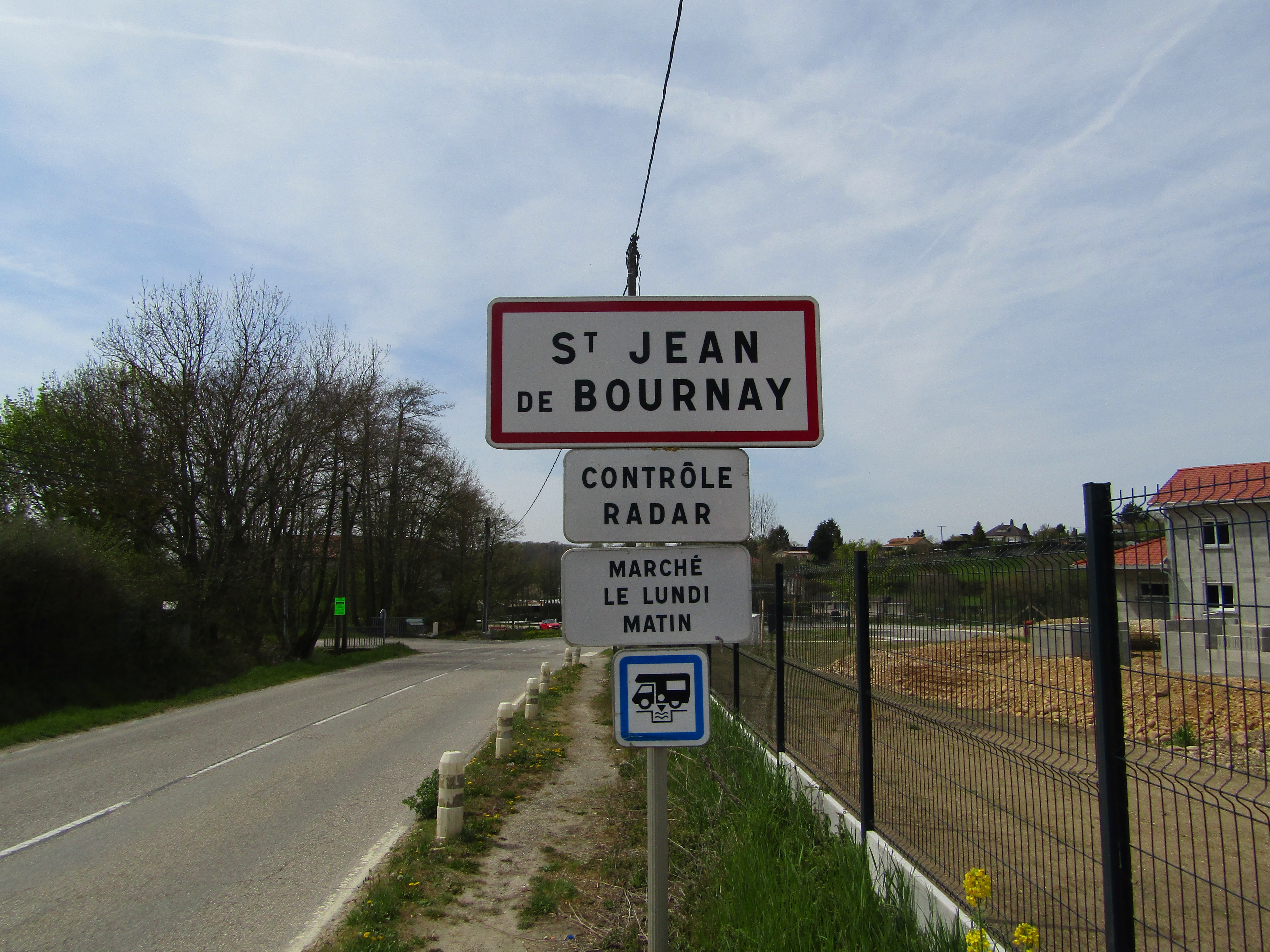
圣让德布尔奈的入城路牌

### 公路
伊泽尔省省道D41F线、D126线、D502线、D520线和D522线在圣让德布尔奈境内交汇，奥弗涅-罗讷-阿尔卑斯大区下属的城际客运提供巴士线路，可前往里昂、维埃纳、布尔关雅略及拉科特圣安德烈。
2019年，79.9%的圣让德布尔奈家庭拥有至少一辆私人汽车。2019年，圣让德布尔奈境内共发生各类交通事故2起，造成5人受伤，其中1人重伤。
| 11 | 27 |

| 8 | 20 |

| 格勒诺布尔 | 69 |

| 穆瓦朗 | 44 |

| 维埃纳 | 22 |

| 蓬泰韦克 | 19 |

| 布尔关雅略 | 19 |

| 圣康坦-法拉维耶 | 23 |

### 铁路
距离圣让德布尔奈最近的运营中的客运铁路车站为18公里外的布尔关雅略站，该站停靠往返于里昂和格勒诺布尔一线的区域列车，部分车次可前往尚贝里及莫达讷。

### 航空
距离圣让德布尔奈最近的民用航空站为里昂圣埃克絮佩里机场，距离圣让德布尔奈市中心的公路里程约32公里。

### 城市公共交通
截至2023年2月，圣让德布尔奈暂无城市公共交通系统。

## 政治

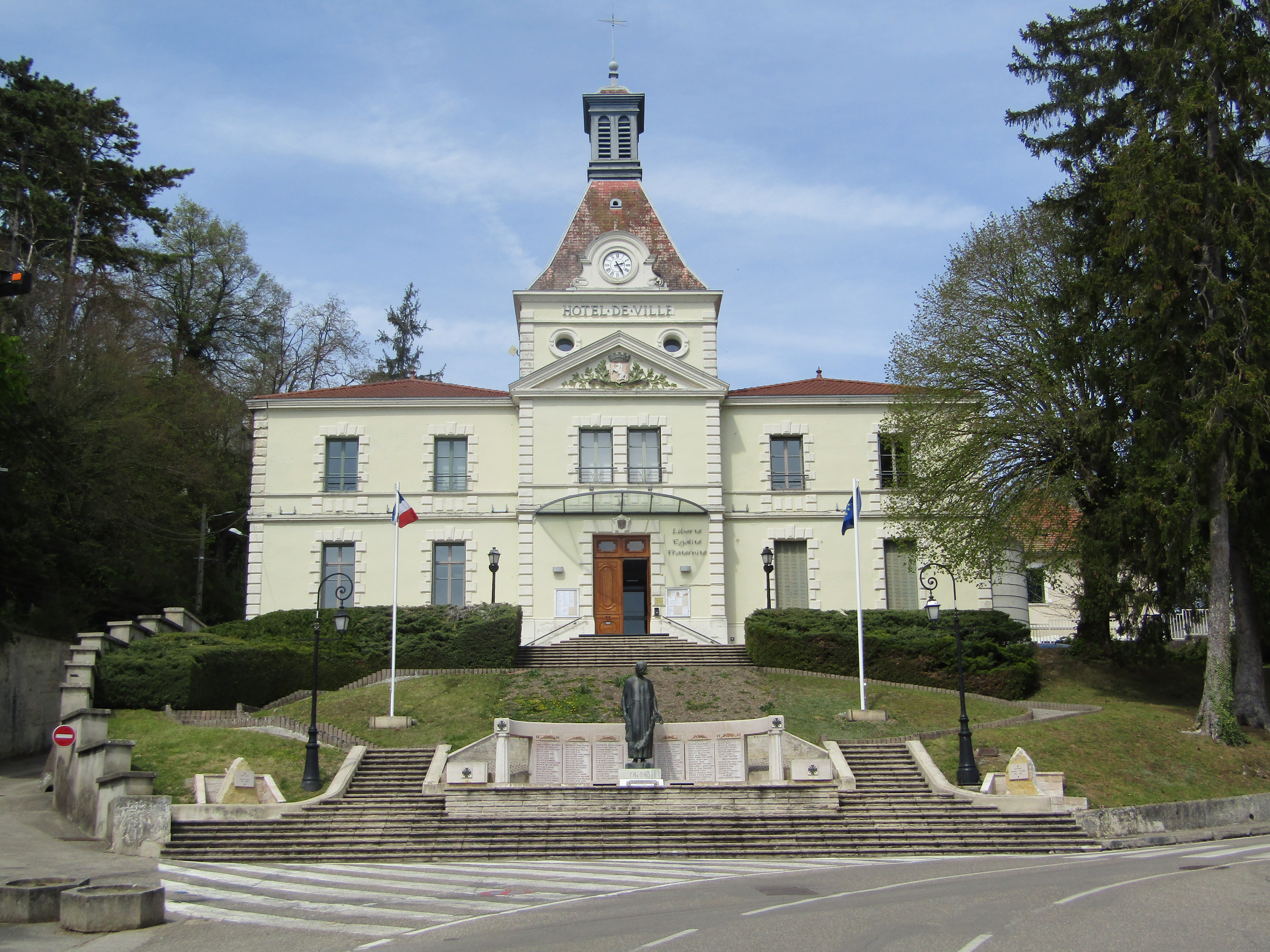
圣让德布尔奈市政厅

圣让德布尔奈的现任市长为弗朗克·普拉先生（Franck POURRAT），他是一名左翼无党派人士，在2020年的市政选举中获得了54.67%的支持率。
在2022年的法国总统大选中，法国极右翼政党国民阵线主席玛丽娜·勒庞在圣让德布尔奈获得了53.62%的支持率。

## 人口
2019年，圣让德布尔奈市镇人口数量为4,590，在法国排名第2,411位。其中男性2,141人，女性2,449人，75岁及以上人口占11.4%，外籍人口数量为53人，人口密度为171人/平方公里，当地居民被称为（男性）或（女性）。2020年，圣让德布尔奈境内出生45人，死亡人口98人。
| 圣让德布尔奈1901年－2020年人口变化情况 |
|                                        |
| 数据来源：Cassini、INSEE               |

## 经济
圣让德布尔奈是一个区域性的中心城市。截止2023年2月，圣让德布尔奈市镇范围内共有各类用人单位（包含自雇）773家，平均历史为17年，其中99.48%为中小型企业（PME），2022年12月至2023年2月间，当地的经济活力指数为0.26%。（预制板生产）、（零售）及（预备工程）是当地2021年营业额最高的三个企业，分别为61,507,855欧元、24,688,744欧元和12,113,474欧元。

## 财政与居民收入
2021年，圣让德布尔奈的财政收入总额为4,215,390欧元，财政支出总额为3,133,080欧元，当年的债务总额为5,057,110欧元。2021年，圣让德布尔奈市镇通过增值税获得529,570欧元的收入，此外当地还共获得了37,100欧元的国家直接财政补助。
2020年，圣让德布尔奈的人均月收入总额为2,178欧元，其中高级职员为3,931欧元，低于法国平均水平（4,230欧元）；中级职员为2,393欧元，低于法国平均水平（2,411欧元）；普通职员为1,778欧元，高于法国平均水平（1,740欧元）。
2019年，圣让德布尔奈境内的贫困率为8%，青壮年（15至64岁）失业率为8.9%；当地52.5%的家庭拥有纳税资格，平均纳税2,193欧元，低于法国平均水平（3,910欧元）。

## 社会事务

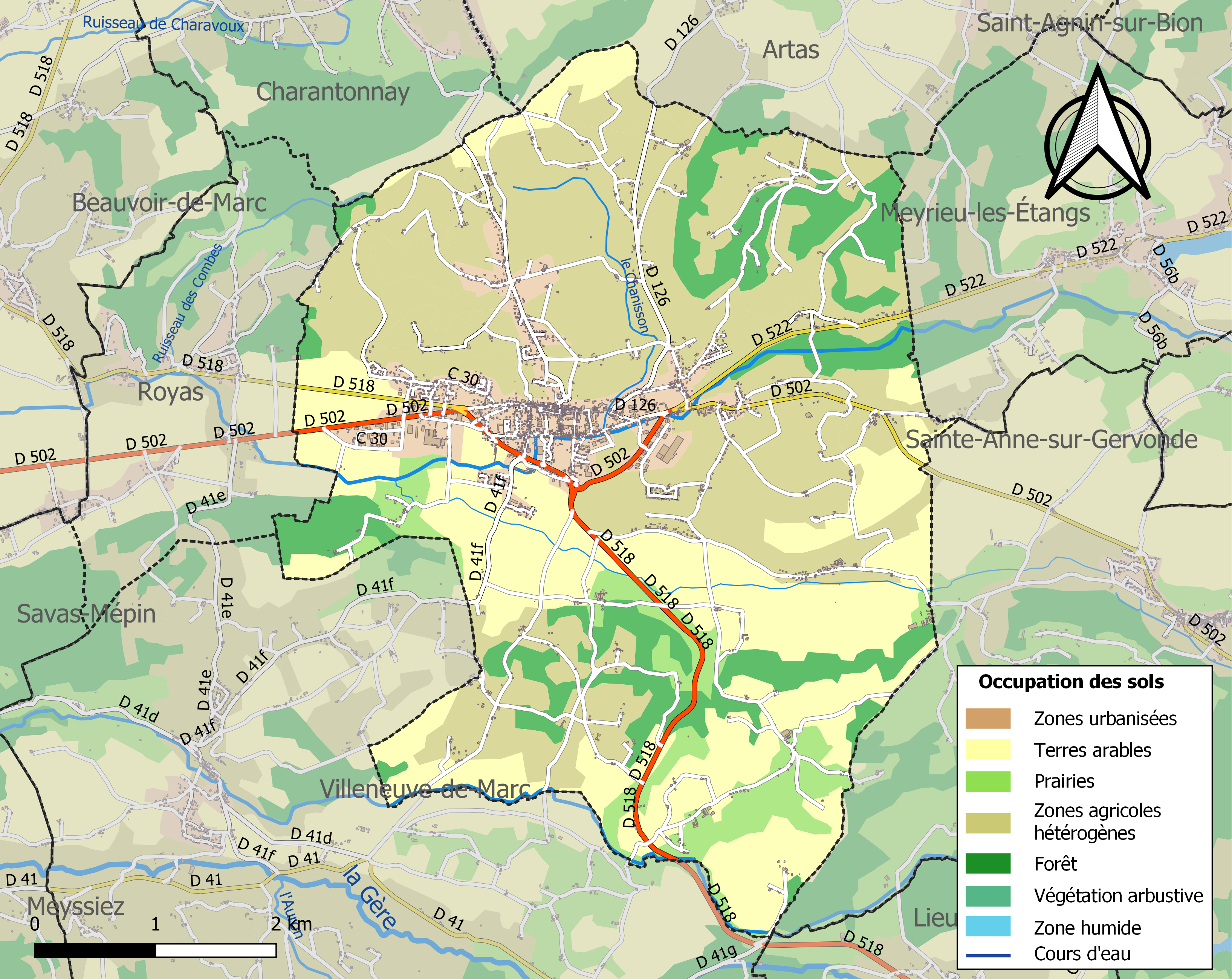
圣让德布尔奈土地利用情况地图

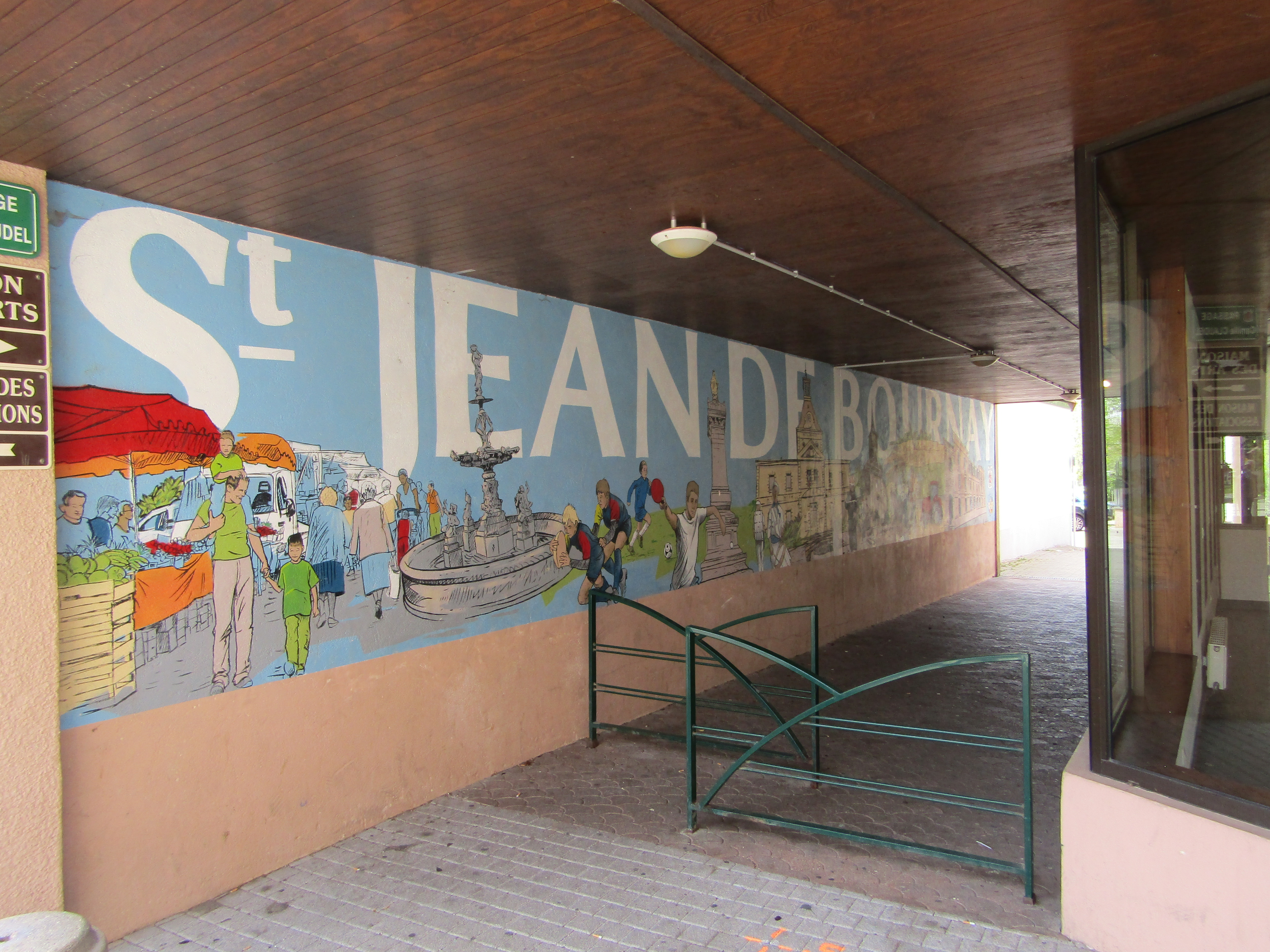
圣让德布尔奈的一处街头壁画

### 教育
圣让德布尔奈属于格勒诺布尔学区。截止2021年1月1日，圣让德布尔奈境内共有1所幼儿园、2所小学、1所初级中学和1所农业高中。2018至2019学年度，圣让德布尔奈境内共有在校中等教育阶段学生756名。

### 医疗
截止2021年1月1日，圣让德布尔奈境内共有全科医生7名、保健师9名、牙医6名、护士13名、眼科医生1名和助产士3名。境内共有药房2家。
距离圣让德布尔奈最近的区域性医疗机构为布尔关雅略中心医院（Centre Hospitalier de Bourgoin-Jallieu），其主病区皮埃尔·乌多医院（Hôpital Pierre Oudot）位于布尔关雅略市区西部，距离圣让德布尔奈市区的正常车程约26分钟，该院设有床位368个，是当地规模最大的公立综合性医院。

### 住房
2019年，圣让德布尔奈境内共有各类住房2,291套，其中64.9%为独立式居民区，35.0%为集中式居民区。常住房屋占圣让德布尔奈市镇范围内居民建筑总量的89.3%。
在住房保障政策方面，2021年，圣让德布尔奈境内共有285户家庭获得了住房经济补助，受益人数占总人口数量的6.2%，其中266份为房租补助。

### 商业
2021年，圣让德布尔奈境内共有各类实体商铺139家，其中餐厅13家、大型超市2家、杂货店2家、面包房5家、肉铺4家、书店3家、装饰品店1家、银行门店2家、美容美发店12家、汽车维修店15家。镇中心建有一家Intermarché购物超市，市区西部则建有Aldi和Casino商场。

### 体育
2021年，圣让德布尔奈境内共有1间体育馆、1座综合体育场、3处网球场以及2处足球或橄榄球场。
截至2023年2月，圣让德布尔奈境内暂无注册足球俱乐部。

### 环境
圣让德布尔奈的环境事务由其所属的比耶夫尔-伊泽尔市镇公共社区联合各级政府协调负责。2021年，圣让德布尔奈境内暂无污染企业。

### 治安
2021年，圣让德布尔奈市镇范围内有1处宪兵队。
圣让德布尔奈及其附近的共87个市镇是维埃纳国家宪兵队（zone gendarmerie de Vienne）的管辖范围。2020年，该宪兵队累计记录各类案件6,399起，其中盗窃类案件3,456起，经济类案件869起，毒品交易类案件265起。

## 文化

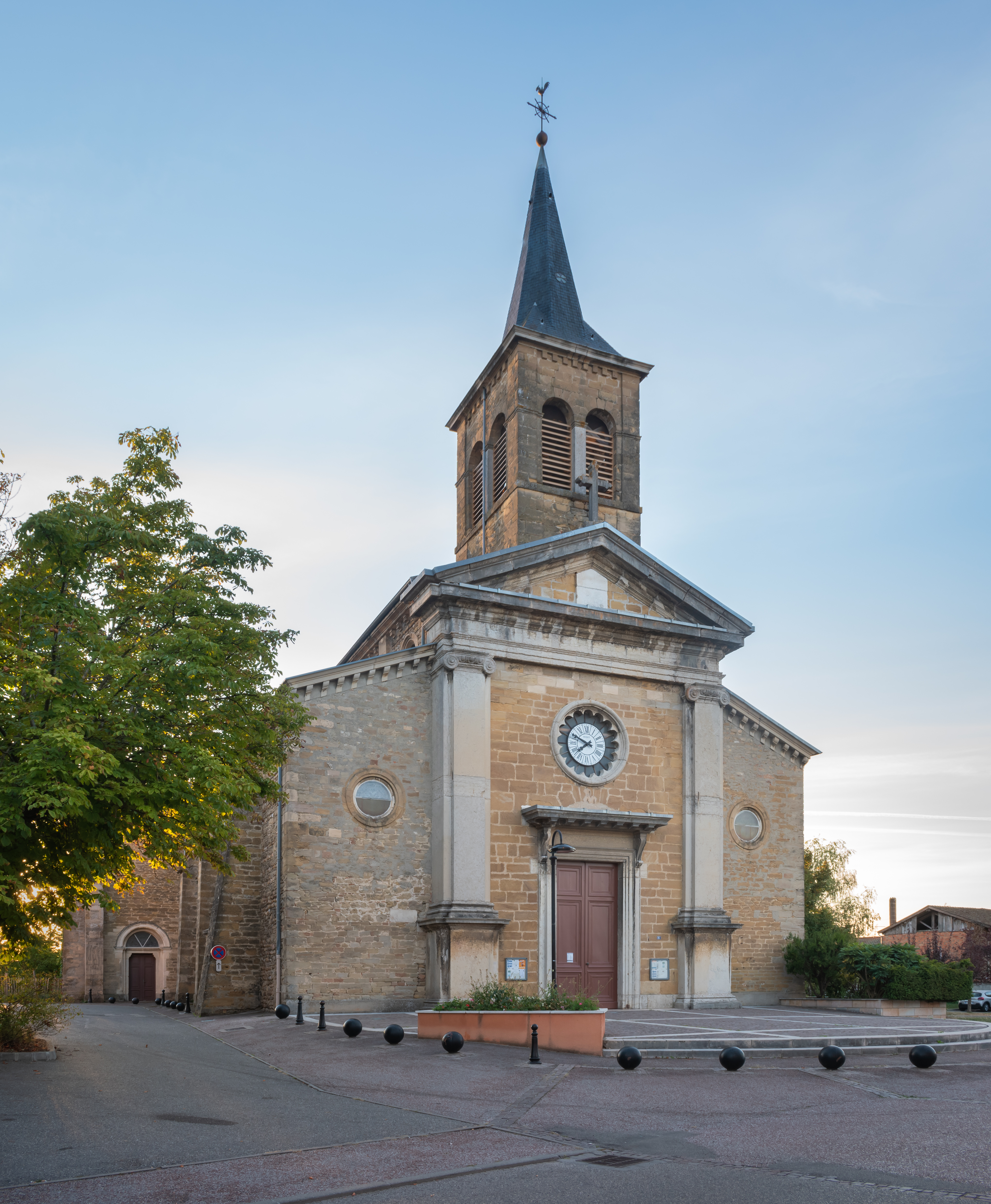
施洗约翰教堂

2021年，圣让德布尔奈境内有1家电影院。圣让德布尔奈境内建有多媒体中心，每周一、三、五、六向公众开放。

### 建筑
圣让德布尔奈境内有多处历史建筑，其中镇中心的施洗约翰教堂（Église Saint-Jean-Baptiste de Saint-Jean-de-Bournay）是当地的地标性建筑物。

### 旅游
圣让德布尔奈的旅游事务由其所属的比耶夫尔-伊泽尔市镇公共社区负责。2022年，圣让德布尔奈境内共有1家酒店共计8间房间。

### 媒体
法国主要的媒体均可在圣让德布尔奈接收，法国电视三台下属的奥弗涅-罗讷-阿尔卑斯大区频道在部分时段播出圣让德布尔奈所在伊泽尔省的地方新闻。蓝色法兰西伊泽尔广播、Scoop广播、《里昂进步报》、《多菲内自由报》等是当地主要的地方性媒体。

## 相关人物
法国建筑师约瑟夫-安托万·布瓦尔和记者菲利普·维亚奈出生于圣让德布尔奈。

## 友好城市
截至2023年2月，圣让德布尔奈暂未建立任何友好城市关系。